# Alonso Álvarez de Pineda
Alonso Álvarez de Pineda (ur. 1494 w Aldeacentenera, zm. 1520 w Meksyku) – hiszpański podróżnik, odkrywca i kartograf.

## Życiorys

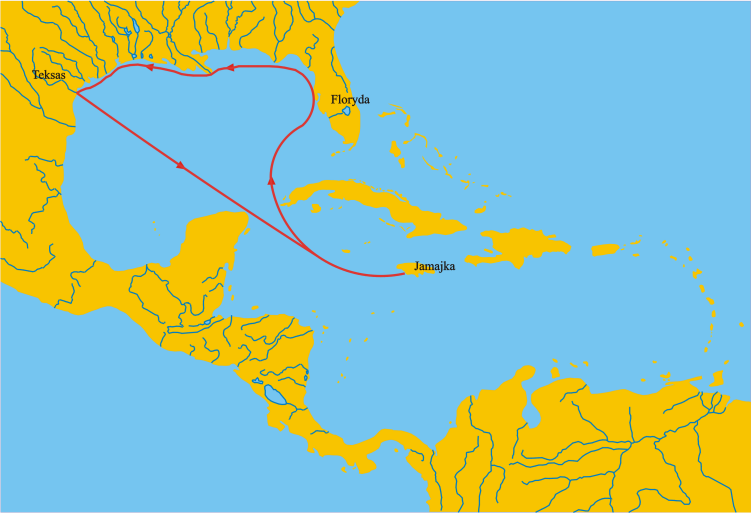
Wyprawa Alonsa Álvarez de Pinedy (1519)

Przypuszczalnie urodził się w Hiszpanii (Aldeacentenera), chociaż nie jest znane dokładne miejsce urodzenia, ani imiona jego rodziców.

## Odkrywca
Wiosną 1519 r. Álvarez de Pineda otrzymał zlecenie od hiszpańskiego gubernatora Jamajki Francisca de Garaya w celu zbadania północnych wybrzeży Zatoki Meksykańskiej oraz odkrycia nowych ziem. Dotyczyło ono terenów pomiędzy odkryciami Juana Ponce de León na Florydzie a odkryciami dokonanymi w imieniu Diego Velázqueza w południowej zatoce. Deklarowanym celem rejsu było poszukiwanie cieśniny na Ocean Spokojny. Prawdopodobnie pod koniec marca tego roku (1519) Álvarez wypłynął z Jamajki z 4 statkami i 270 mężczyznami, około 6 tygodni po tym, jak Hernán Cortés opuścił Kubę podczas ekspedycji, która doprowadziła do meksykańskiego podboju. Pineda wypłynął w kierunku północnym i dotarł na Florydę. Dalej żeglując na zachód, badał wybrzeża północnoamerykańskie. W czerwcu 1519 r., dokładnie w święto Bożego Ciała, odkrył Zatokę Bożego Ciała. Po wyjściu na ląd ogłosił Teksas posiadłością hiszpańską.